# 沓間宏
沓間 宏（くつま ひろし、1954年 - ）は、日本の洋画家（春陽会会員）。横浜美術大学名誉教授。

## 経歴
- 1954年 山梨県甲府市生まれ
- 1982年 東京藝術大学大学院美術研究科修士課程　修了
- 1981年〜個展／山梨県立美術館、みゆき画廊、紀伊國屋画廊、アートスペース泉、ギャラリーパーシモン、光画廊
- その他／安井賞展、浅井忠記念賞展、ART EXPOニューヨーク展、THE WORK FROM JAPAN展（タイ）等
- 授　賞／春陽会賞、中川一政賞、山梨県立美術館賞

## 作品収蔵
- 山梨県立美術館
- チャンマイ国立大学美術館
- 青山学院大学
- 女子美術大学美術館

## 関連サイト
- 横浜美術大学
- 横浜美術大学教員紹介ページ
- 春陽会